# Crassimarginatella smitti
Crassimarginatella smitti är en mossdjursart som först beskrevs av Osburn 1950.  Crassimarginatella smitti ingår i släktet Crassimarginatella och familjen Calloporidae. Inga underarter finns listade i Catalogue of Life.